# آشور-ندین-آهه یکم
آشور-نَدین-آهه یکم از سال ۱۴۳۵ تا ۱۴۲۰ پیش از میلاد پادشاه آشور بود. او پس از درگذشت پدرش، آشور-ربی یکم قدرت را به دست گرفت. آشور در زمان سلطنت او، تبدیل به خراجگزار میتانی شد. پس از ۱۵ سال سلطنت، وی توسط برادرش انلیل-ناصیر دوم از پادشاهی برکنار شد. نامه‌ای از وی به‌جای مانده‌است که در آن او به تحوتموس سوم فرعون مصر بابت پیروزی‌هایش در فلسطین و سوریه تبریک می‌گوید.